# Речни саобраћај
Речни саобраћај је вид водног саобраћаја који се обавља на пловним рекама. Највећи значај за развој имају реке које предствљају продужетак мора дубоко у копно, ако и оне које протичу кроз густо насељене области. Највећи речни промет имају Дунав, Рајна, Мајна, затим Волга, Мисисипи, Ла Плата и др. У Србији, саобраћај је могућ на Сави, Дунаву, Тиси, Бегеју. Речни саобраћај обавља се бродовима, трајектима и чамцима.